# Saint-Georges-en-Couzan
Saint-Georges-en-Couzan és un municipi francès situat al departament del Loira i a la regió d'Alvèrnia-Roine-Alps. L'any 2007 tenia 424 habitants.

## Demografia

### Població
El 2007 la població de fet de Saint-Georges-en-Couzan era de 424 persones. Hi havia 190 famílies de les quals 52 eren unipersonals (44 homes vivint sols i 8 dones vivint soles), 73 parelles sense fills, 57 parelles amb fills i 8 famílies monoparentals amb fills.
La població ha evolucionat segons el següent gràfic:
Habitants censats

### Habitatges
El 2007 hi havia 272 habitatges, 192 eren l'habitatge principal de la família, 55 eren segones residències i 25 estaven desocupats. 239 eren cases i 33 eren apartaments. Dels 192 habitatges principals, 157 estaven ocupats pels seus propietaris, 27 estaven llogats i ocupats pels llogaters i 8 estaven cedits a títol gratuït; 6 tenien dues cambres, 18 en tenien tres, 50 en tenien quatre i 118 en tenien cinc o més. 138 habitatges disposaven pel capbaix d'una plaça de pàrquing. A 82 habitatges hi havia un automòbil i a 93 n'hi havia dos o més.

### Piràmide de població
La piràmide de població per edats i sexe el 2009 era:
| Homes | Edats   | Dones |
| ----- | ------- | ----- |
| 0     | 95 o +  | 4     |
| 0     | 90 a 94 | 0     |
| 0     | 85 a 89 | 0     |
| 0     | 80 a 84 | 0     |
| 12    | 75 a 79 | 4     |
| 32    | 70 a 74 | 4     |
| 12    | 65 a 69 | 28    |
| 12    | 60 a 64 | 12    |
| 12    | 55 a 59 | 12    |
| 8     | 50 a 54 | 12    |
| 20    | 45 a 49 | 24    |
| 20    | 40 a 44 | 4     |
| 24    | 35 a 39 | 24    |
| 8     | 30 a 34 | 8     |
| 20    | 25 a 29 | 0     |
| 24    | 20 a 24 | 16    |
| 12    | 15 a 19 | 16    |
| 16    | 10 a 14 | 12    |
| 4     | 5 a 9   | 0     |
| 8     | 0 a 4   | 4     |

## Economia
El 2007 la població en edat de treballar era de 255 persones, 176 eren actives i 79 eren inactives. De les 176 persones actives 165 estaven ocupades (95 homes i 70 dones) i 11 estaven aturades (6 homes i 5 dones). De les 79 persones inactives 43 estaven jubilades, 15 estaven estudiant i 21 estaven classificades com a «altres inactius».

### Ingressos
El 2009 a Saint-Georges-en-Couzan hi havia 189 unitats fiscals que integraven 422 persones, la mediana anual d'ingressos fiscals per persona era de 14.424 €.

### Activitats econòmiques
Dels 29 establiments que hi havia el 2007, 5 eren d'empreses extractives, 1 d'una empresa alimentària, 2 d'empreses de fabricació d'altres productes industrials, 6 d'empreses de construcció, 5 d'empreses de comerç i reparació d'automòbils, 4 d'empreses de transport, 3 d'empreses d'hostatgeria i restauració, 1 d'una empresa immobiliària, 1 d'una empresa de serveis i 1 d'una empresa classificada com a «altres activitats de serveis».
Dels 9 establiments de servei als particulars que hi havia el 2009, 1 era una gendarmeria, 1 oficina de correu, 1 taller de reparació d'automòbils i de material agrícola, 1 paleta, 1 fusteria, 2 electricistes, 1 perruqueria i 1 restaurant.
L'únic establiment comercial que hi havia el 2009 era una fleca.
L'any 2000 a Saint-Georges-en-Couzan hi havia 38 explotacions agrícoles que ocupaven un total de 990 hectàrees.

## Equipaments sanitaris i escolars
El 2009 hi havia una escola elemental.

## Poblacions més properes
El següent diagrama mostra les poblacions més properes.